# Gary Larson
Gary Larson (Tacoma, 14 de agosto de 1950) es el creador de The Far Side, tira cómica que apareció en diversos periódicos durante quince años, desde el 31 de diciembre de 1979 al 1 de enero de 1995.

## Biografía
Gary Larson nació y fue criado en Tacoma, Washington, Estados Unidos. Sus padres eran Vern, un vendedor de carros, y Doris, una secretaria. Acudió a la Universidad Estatal de Washington y se graduó en comunicaciones en 1972. En 1987 se casó con Toni Carmichael, una arqueóloga.
Larson atribuye a Dan, su hermano mayor, su sentido «paranoico» del humor; Dan gastaba muchas bromas a Gary, aprovechándose de su fobia por los monstruos para esconderse en la oscuridad y agarrarle por sorpresa. También fue Dan quien despertó en Gary su amor por la ciencia. Atrapaban animales y los llevaban a su terrario construido en el sótano, llegando a crear un pequeño ecosistema. Nada de esto parecía molestar a sus padres. En sus obras aparecen serpientes a menudo. 
Según escribió el propio Larson en su antología The Prehistory of the Far Side, trabajaba en una tienda de discos cuando se dio cuenta de que odiaba su trabajo y decidió tomarse dos días libres para plantearse su carrera profesional. Durante esos días dibujó seis viñetas y las envió al Pacific Search, un periódico de Seattle. Tras colaborar en otro periódico de Seattle, en 1979 envió algunos trabajos a The Seattle Times. Se publicaron bajo el título de Nature's Way.
Como una forma de aumentar sus ingresos, empezó a trabajar para una asociación por el trato humanitario a los animales, Humane Society. Más tarde envió otros trabajos al periódico San Francisco Chronicles, que los aceptó para sorpresa de Larson. Su éxito desde entonces fue en crecimiento, convirtiendo a The Far Side en una de las tiras cómicas más famosas en el mundo anglosajón.
Uno de sus chistes más famosos presenta a una pareja de chimpancés. La hembra encuentra un pelo rubio en el hombro del macho y le pregunta «¿Más investigación con esa mujerzuela de Jane Goodall?» El Instituto Jane Goodall se quejó de lo que consideraron una muestra de mal gusto y enviaron una carta a su distribuidora en la que calificaban la viñeta de «atrocidad». Retiraron la queja por la propia Goodall, quien afirmó que el dibujo le había parecido gracioso. Desde entonces, todos los beneficios de la camiseta con ese chiste estampado van a parar al Instituto Goodall. La experta en simios dio los detalles del asunto en The Far Side 5, donde alabó la creatividad de Larson al comparar la conducta de humanos y animales. En 1988, durante una visita al parque nacional de Gombe Streams en Tanzania, Larson fue atacado por un chimpancé de nombre Frodo, en el que Goodall ya había notado un comportamiento agresivo. Larson escapó de la agresión con algunos cortes y chichones.
En The Complete Far Side, Larson afirma que su gran decepción en la vida es haber cenado junto al también dibujante Charles Addams, creador de la Familia Addams, y no haber sido capaz de dirigirle la palabra.
Desde su retirada, Larson ha dibujado ocasionalmente, sobre todo en la ilustración de revistas y merchandising de The Far Side. En 1998 publicó un libro infantil, ¡Hay un pelo en mi roña!. En 2007 lanzó un calendario cuyos beneficios fueron donados a la organización ambiental Conservación Internacional.

## Premios
Larson recibió el premio a la mejor publicación periódica por la National Cartoonist Society de Estados Unidos en los años 1989, 1990, 1991, 1993 y 1995. 
En marzo de 1989, una especie de insecto recién descubierta fue bautizada en su honor, la Strigiphilus garylarsonis. Según sus propias palabras, «lo considero como un inmenso honor. Además, ya sabía que nadie iba a escribirme para preguntarme si pueden usar mi nombre para bautizar una nueva especie de cisne. Las oportunidades hay que agarrarlas». También ha recibido su nombre una mariposa de Ecuador (Serratoterga larsoni). El término thagomizer, una característica de la anatomía de los estegosaurios fue acuñado en una tira de The Far Side.